# Giovanni Cesare Netti
Giovanni Cesare Netti (* 4. September 1649 in Putignano; † vor dem 31. Juli 1686 in Neapel) war ein italienischer Komponist und Schüler von Giovanni Salvatore in Neapel.

## Werke
Ein Katalog seiner Kompositionen wurde von Giovanni Tribuzio erstellt. Er umfasst 18 Werke, die mit dem Kürzel TN und der nachfolgenden Werknummer gekennzeichnet sind.

### Kantaten
- TN I.1a: Addio cara libertà
- TN I.1b: Addio cara libertà
- TN I.2: L'innamorato Aminta
- TN I.3: Nel bel regno d'amore
- TN I.4: Nella stagione appunto
- TN I.5a: Occhi belli, s'io v'adoro
- TN I.5b: Occhi belli s'io v'adoro
- TN I.6: Più non vanti la speranza
- TN I.7: Semiviva e dolente
- TN II.1: Seguane pur che può, scoprirmi io voglio

### Serenaten
- TN III.1: Nella notte più fosca
- TN III.2: Risvegliatevi, oh luci mie belle

### Antiprologe
- TN IV.1: Acquaviva laureata (Acquaviva delle Fonti, 1682)
- TN IV.2: Gara degli elementi in dotare li due misti (Acquaviva delle Fonti, 1682)
- TN IV.3: Le perdite di Nereo e Dori al paragone delle glorie (Acquaviva delle Fonti, 1682)

### Opern
- TN V.1a: Adamiro (Neapel, 1681)
- TN V.2b: Adamiro (Palemo, 1682)
- TN V.3: La Filli [La moglie del fratello] (Neapel, 1682)